# Hippolyte Masson
Pour les articles homonymes, voir Masson.
Hippolyte Masson, né le 25 octobre 1875 à Brest et mort le 4 juin 1966 dans la même ville, est un homme politique français. Fondateur du Syndicalisme postier, pionnier du socialisme en Bretagne, il est maire, député ou sénateur durant deux Républiques.

## Biographie

### Syndicaliste aux PTT
Commis des PTT en 1893, Jules Hippolyte Masson ne dissocie pas son engagement dans la création du syndicalisme postier de celui de défricheur du Socialisme, à partir de l'Affaire Dreyfus. Il participe à la création de l'Association générale des agents des PTT, à Brest et à Quimper, dès 1900; il adhère à la Fédération socialiste de Bretagne en 1901, puis lors de l'Unité socialiste, rallie la SFIO, en 1905. Participant aux grèves postales de l'année 1909, il est révoqué des PTT, avant d'être réintégré dans l'Administration en 1910

### Socialiste en Bretagne
Son militantisme socialiste lui permet dans sa ville de Brest, d'être élu conseiller municipal dès 1904. Battu en 1908, il est élu en 1912, et accède cette année-là à la fonction de maire de la ville portuaire. Il le reste jusqu'en 1920.
Élu député du Finistère, au scrutin de liste de 1919, il est réélu en 1924. En 1928 et 1932, les électeurs brestois lui renouvellent ce mandat. Paradoxalement il est battu en 1936, malgré ses fonctions de secrétaire du Front populaire dans le Finistère. Son activité socialiste se double d'un militantisme laïque: le groupe finistérien du comité de défense de la laïcité rassemble plus de 10 000 membres.
En 1929, il crée le Breton socialiste, dont il est le directeur.
Il est initié franc-maçon par la loge brestoise "Les Amis de Sully"

### Résistance bretonne
Résistant durant la seconde Guerre mondiale, il est arrêté par la Gestapo. Il est relâché peu de temps après; Dirigeant de la fédération SFIO du Finistère, il est lors de la Libération nommé maire de Morlaix. Son élection en 1945 est précaire. Il est battu en 1947. À cette date, il est membre du Conseil de la République, où il est élu sur le plan national, lors des élections de décembre 1946. Il reste dans cette Assemblée jusqu'en 1955.
Lorsque le député et syndicaliste agricole François Tanguy-Prigent fait sécession en 1958 pour le Parti socialiste autonome, puis le PSU, Masson reconstruit le parti socialiste SFIO fortement ébranlé dans le Nord-Finistère.

## Sources
- « Hippolyte Masson », dans le Dictionnaire des parlementaires français (1889-1940), sous la direction de Jean Jolly, PUF, 1960 [détail de l’édition]